# 布萊克角

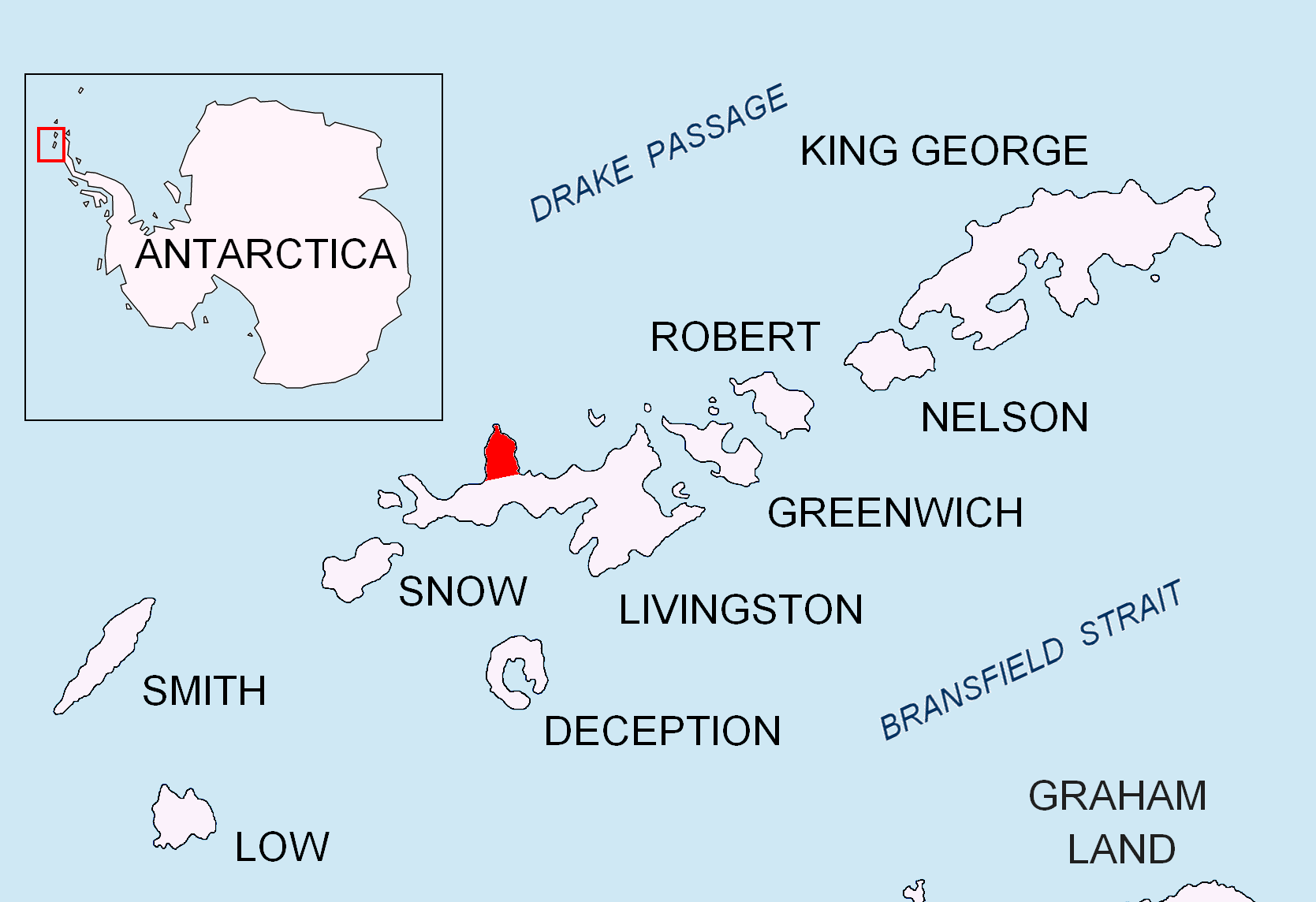

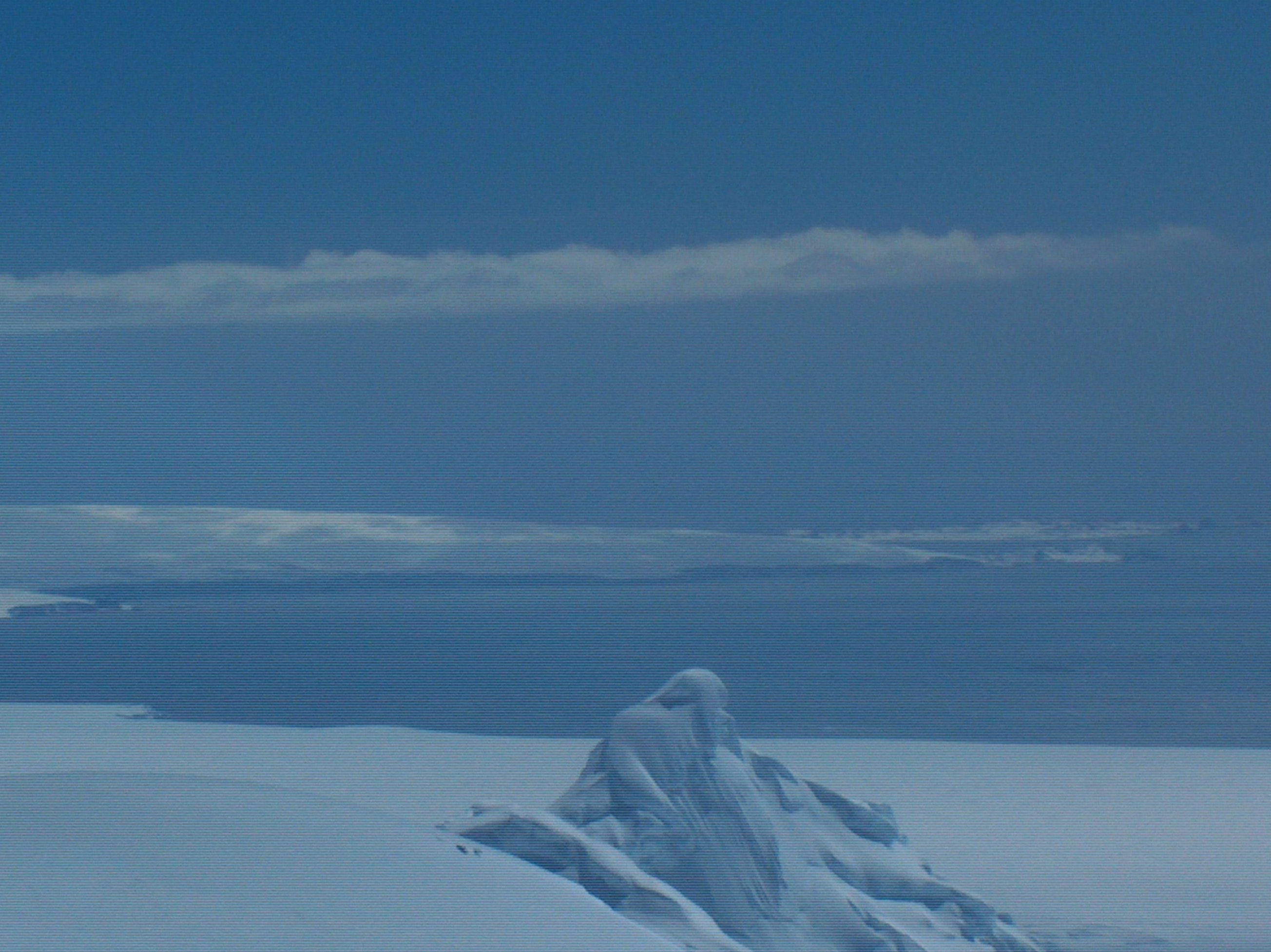

布萊克角（英語：Black Point）是南極洲的海岬，位於南設得蘭群島中利文斯頓島，面積0.38平方公里，處於希里夫角東南面4.8公里、德瑟萊申島西南面18.3公里、西丁斯角西北面15.88公里、桑丹斯基角西北3公里。

## 外部連結
- SCAR Composite Antarctic Gazetteer（页面存档备份，存于）.

62°29′09.7″S 60°42′57.6″W / 62.486028°S 60.716000°W